# Европско првенство у атлетици у дворани 2017 — скок мотком за мушкарце
Такмичење у скок моткому у мушкој конкуренцији на 34. Европском првенству у дворани 2017. у Београду одржано је 3. марта у Комбанк арени.
Титулу освојену у Прагу 2013.  није бранио Рено Лавилени из Француске због повреде леве бутине.

## Земље учеснице
Учествовало је 12 такмичара из 7 земаља.
1. Грчка (2)
2. Леонија (1)
3. Немачка (2)
4. Пољска (2)
5. Француска (3)
6. Хрватска (1)
7. Чешка (1)

## Рекорди
| Рекорди пре почетка Европског првенства 2017. | Рекорди пре почетка Европског првенства 2017. | Рекорди пре почетка Европског првенства 2017. | Рекорди пре почетка Европског првенства 2017. | Рекорди пре почетка Европског првенства 2017. | Рекорди пре почетка Европског првенства 2017. |
| --------------------------------------------- | --------------------------------------------- | --------------------------------------------- | --------------------------------------------- | --------------------------------------------- | --------------------------------------------- |
| Светски рекорд                                | Рено Лавилени                                 | Француска                                     | 6,16                                          | Доњецк, Украјина                              | 15. фебруар 2014.                             |
| Европски рекорд                               | Рено Лавилени                                 | Француска                                     | 6,16                                          | Доњецк, Украјина                              | 15. фебруар 2014.                             |
| Рекорди европских првенстава                  | Рено Лавилени                                 | Француска                                     | 6,04                                          | Праг, Чешка                                   | 5. март 2011.                                 |
| Најбољи светски резултат сезоне у дворани     | Пјотр Лисек                                   | Пољска                                        | 6,00                                          | Потсдам, Немачка                              | 4. фебруар 2017.                              |
| Најбољи европски резултат сезоне у дворани    | Пјотр Лисек                                   | Пољска                                        | 6,00                                          | Потсдам, Немачка                              | 4. фебруар 2017.                              |

## Најбољи европски резултати у 2017. години
Десет најбољих европских такмичара у скоку мотком у дворани 2017. године пре почетка првенства (3. марта 2017), имали су следећи пласман на европској и светској ранг листи. (СРЛ),
| 1.  | Пјотр Лисек          | Пољска    | 6,00 | 4. фебруар  | 1. СРЛ  | НР  |
| 2.  | Павел Војћеховски    | Пољска    | 5,78 | 16 фебруар  | 4. СРЛ  |     |
| 3.  | Кевин Меналдо        | Француска | 5,78 | 19. фебруар | 4. СРЛ  |     |
| 4.  | Иван Хорват          | Хрватска  | 5,76 | 25. фебруар | 6. СРЛ  | НР  |
| 5.  | Арманд Дуплантис     | Шведска   | 5,75 | 4. фебруар  | 7. СРЛ  | СРј |
| 6.  | Костадинос Филипидис | Грчка     | 5,73 | 14. јануар  | 8. СРЛ  |     |
| 6.  | Рафаел Холцдепе      | Немачка   | 5,73 | 25. јануар  | 8. СРЛ  |     |
| 6.  | Јан Кудличка         | Чешка     | 5,73 | 21. фебруар | 8. СРЛ  |     |
| 9.  | Рено Лавилени        | Француска | 5,71 | 5. фебруар  | 11. СРЛ |     |
| 10. | Аксел Шапел          | Француска | 5,70 | 28. јануар  | 12. СРЛ |     |
| 10. | Емануил Каралис      | Грчка     | 5,70 | 19.фебруар  | 12. СРЛ |     |

Такмичари чија су имена подебљана учествовали су на ЕП.

## Сатница
| Датум         | Време | Ниво   |
| ------------- | ----- | ------ |
| 3. март 2017. | 17:00 | Финале |

## Квалификациона норма
| дворана или отворено |
| -------------------- |
| 5,78 м               |

## Освајачи медаља
|                    |                            |                          |
| Пјотр Лисек Пољска | Костадинос Филипидис Грчка | Павел Војћеховски Пољска |

## Резултати

### Финале
Одржано је само финале 3. марта 2017. године у 17:00.,
| Пласман | Атлетичар            | Земља     | ЛР   | ЛРС  | 5,35 | 5,50 | 5,60 | 5,70 | 5,75 | 5,80 | 5,85 | 5,90 | Резултат | Белешка |
| ------- | -------------------- | --------- | ---- | ---- | ---- | ---- | ---- | ---- | ---- | ---- | ---- | ---- | -------- | ------- |
|         | Пјотр Лисек          | Пољска    | 6,00 | 6,00 | о    | о    | о    | о    | х−   | о    | о    | ххх  | 5,85     |         |
|         | Костадинос Филипидис | Грчка     | 5,84 | 5,73 | хо   | о    | о    | о    | х−   | хо   | о    | ххх  | 5,85     | НР      |
|         | Павел Војћеховски    | Пољска    | 5,86 | 5,78 | о    | о    | о    | хо   | −    | −    | ххо  | ххх  | 5,85     | ЛРС     |
| 4.      | Јан Кудличка         | Чешка     | 5,80 | 5,73 | −    | о    | −    | о    | о    | о    | ххх  |      | 5,80     | ЛРС     |
| 5.      | Рафаел Хоцдепе       | Немачка   | 5,84 | 5,73 | −    | −    | о    | о    | х−   | о    | ххх  |      | 5,80     | ЛРС     |
| 6.      | Аксел Шапел          | Француска | 5,70 | 5,70 | хо   | о    | хо   | о    | о    | о    | ххх  |      | 5,80     | ЛР      |
| 7.      | Иван Хорват          | Хрватска  | 5,76 | 5,76 | хо   | о    | хо   | о    | о    | ххх  |      |      | 5,75     |         |
| 8.      | Марек Ерентс         | Летонија  | 5,60 | 5,52 | о    | хо   | о    | ххх  |      |      |      |      | 5,60     | ЛРС     |
| 8.      | Стенли Жозеф         | Француска | 5,65 | 5,65 | о    | хо   | о    | ххх  |      |      |      |      | 5,60     |         |
| 10.     | Кевин Меландо        | Француска | 5,78 | 5,78 | −    | о    | хо   | ххх  |      |      |      |      | 5,60     |         |
| 11.     | Емануил Каралис      | Грчка     | 5,70 | 5,70 | о    | о    | ххх  |      |      |      |      |      | 5,50     |         |
| −       | Флотијан Гојл        | Немачка   | 5,60 | 5,60 |      |      |      |      |      |      |      |      |          | НС      |

Подебљани лични рекорди су и национални рекорди земље коју такмичар представља